# 이홍선 (기업인)
이홍선(李洪善, 1961년 10월 13일 ~ )는 대한민국의 기업인이며, TG삼보 2대 총수, 회장이다.

## 학력
- 1980년 용산고등학교 졸업
- 1985년 미국 플로리다 대학교 공과대학 졸업
- 1988년 사우스플로리다대학교 대학원 석사과정 수료

## 경력
- 1991년 ~ 1994년 삼보컴퓨터 해외사업부 부장
- 1994년 8월 ~ 2002년 2월 소프트뱅크코리아 대표이사 사장
- 1996년 1월 ~ 1997년 12월 나래이동통신 부사장
- 1997년 3월 ~ 2005년 10월 삼보 프로농구팀 대표이사 사장
- 1998년 1월 ~ 2000년 3월 나래이동통신 대표이사 사장
- 2000년 2월 ~ 2002년 2월 소프트뱅크벤처스 대표이사 사장
- 2001년 2월 ~ 2003년 2월 두루넷 대표이사 부회장
- 2003년 11월 ~ 2004년 12월 삼보컴퓨터 부회장
- 2004년 12월 ~ 2012년 9월 나래텔레콤 대표이사
- 2011년 TG앤컴퍼니 대표이사
- 2012년 10월 TG삼보컴퓨터 대표이사
- 2017년 2월 ~ 2019년 정부조달컴퓨터협회 제5대 회장
- 2019년 정부조달컴퓨터협회 이사
- TG나래 회장

## 가족 관계
- 아버지: 이용태 (1933년 3월 3일 ~ 2025년 4월 14일)
- 어머니: 이위증(李渭曾, 1930년 7월 20일 ~ )
- 형: 이홍순(李洪淳, 1960년 8월 24일 ~ )